# Evangelische Kirche Kleinheppach

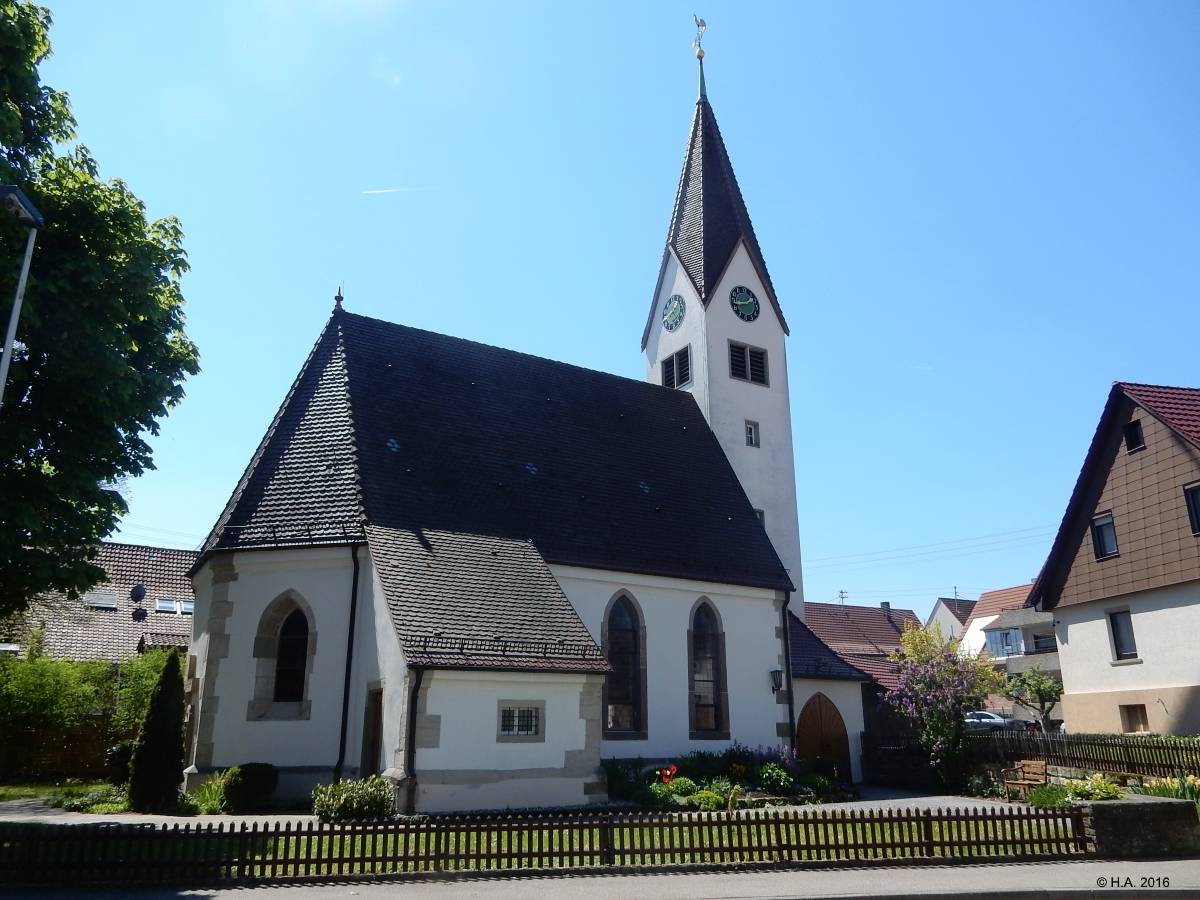
Evangelische Kirche in Kleinheppach

Die Evangelische Kirche Kleinheppach ist das Gotteshaus in Kleinheppach, einem Ortsteil von Korb im Rems-Murr-Kreis in Baden-Württemberg.

## Geschichte
Kleinheppach ist vermutlich eine von Waiblingen erfolgte Ausbausiedlung des 9. Jahrhunderts. Am Platz der heutigen Kirche befand sich schon früh eine Kapelle und darum der ursprüngliche Friedhof des Ortes. Schultheiß und Gemeinde zu Waiblingen stifteten 1355 eine Kaplanei in Kleinheppach. Zur Kaplanei, die Einkünfte aus Klein- und Großheppach, Beutelsbach, Beinstein, Endersbach, Korb und Steinreinach bezog, gehörte das Kaplaneihaus am Eichbrunnen. Im Lagerbuch des Jahres 1400 wird erwähnt, dass das Kaplaneihaus in Trümmern lag, vermutlich in Folge des zuvor lange währenden Krieges des Städtebundes gegen die Territorialherren. Das Kaplaneihaus wurde sicherlich wieder aufgebaut, denn endgültig ging es erst im Dreißigjährigen Krieg verloren.
Kleinheppach wurde kirchlich von 1355 bis 1461 von Steinreinach aus betreut, nach 1461 vom Bruderhaus in Gundelsbach, das auch die Kaplanei erhielt. Wahrscheinlich hat einer der Brüder das Kaplaneihaus bezogen. Die Verbindung zwischen der Kleinheppacher Kaplanei und dem Kloster in Gundelsbach lebt in der Volkssage fort, nach der angeblich ein unterirdischer Gang zwischen den Orten besteht.
Langhaus und Chor in der heutigen Gestalt gehen nach einer Balkeninschrift auf das Jahr 1480 zurück, ihr Turm wurde 1955 erbaut. Die Kirche hatte bis zur Reformation eine eigene Kaplanei und ist seitdem Filiale von Großheppach.
Als Patrozinium werden sowohl Maria genannt als auch das des hl. Anastasius, als auch der hl. Ägidius und der hl. Bernhard erwähnt.
Mit der Reformation in Württemberg wurde der Ort 1535 evangelisch und 1570 nach Großheppach eingepfarrt. Der Gottesdienst fand nicht mehr regelmäßig in Kleinheppach statt, oftmals blieb die Kirche auch leer, zum Gottesdienst nach Großheppach blieb der Fußweg. 1539 wurde das Kaplaneihaus verkauft, der Friedhof um die alte Kirche aufgegeben und die Bestattungen nach Großheppach verlegt. 1597 wurde der zur Kaplanei gehörige Grundbesitz aus Äckern, Wiesen und Weinbergen verkauft, die Güter und weitere Zinsgüter blieben aber weiterhin der Kaplanei gegenüber zinspflichtig. Die Kaplanei bezog weitere Einkünfte aus dem Heuzehnt und Kleinem Zehnten.
1615 wurde die Kleinheppacher Kirche renoviert. Über das Schicksal im Dreißigjährigen Krieg fehlen die Unterlagen. Der Ort war nahezu entvölkert und die Großheppacher Pfarrstelle einige Jahre vakant.

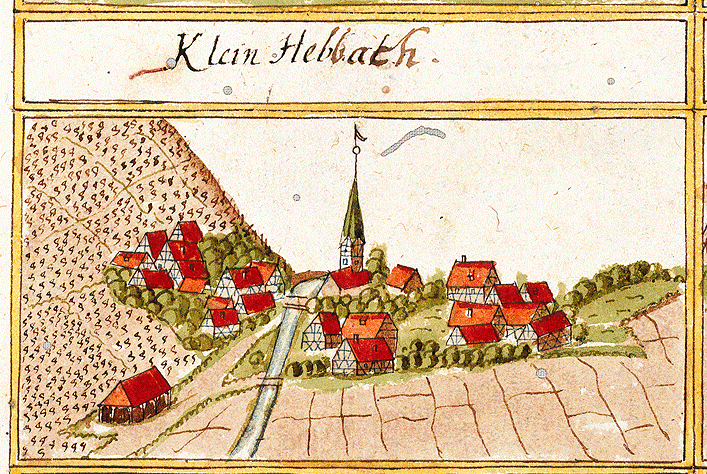
Ansicht von Kleinheppach von Andreas Kieser 1686

Die Kirche hatte nur einen Dachreiter auf der östlichen Seite des Daches, der in den Unterlagen jedoch als Turm bezeichnet wird. Nach Mängeln 1672, der baufällige „Kirchturm“ sei in Schieflage geraten und einsturzgefährdet, wurde er abgerissen und aus Geldmangel nur teilweise wiederaufgebaut. Herzog Eberhard III. erlaubte eine Sammlung in den Ämtern Maulbronn und Vaihingen zur Vollendung des Baus. In der Ortsansicht von Andreas Kieser von 1686 ist die Kirche mit einem Dachreiter von stattlicher Größe dargestellt.
1718 versuchte man von Kleinheppach aus, wieder eine eigene Pfarrei zu etablieren. Die Einkünfte aus den noch bestehenden Kaplaneigütern wären ausreichend zur Versorgung eines eigenen Pfarrers gewesen. In Großheppach lehnte man die Pläne ab und Kleinheppach blieb weiter Filial von Großheppach. Gleichwohl gab es zu jener Zeit besonders wenige Gottesdienste am Ort. 1724 gab es gar keine, 1731 gab es wenigstens zur Kirchweihe einen jährlichen Gottesdienst, und der ab 1731 in Großheppach amtierende Pfarrer Thill predigte vier Mal jährlich in Kleinheppach.
Nach Sturmschäden wurden 1756 „Turm“ und Kirchendach gründlich erneuert. 1760 erhielt die Kirche ein neues Portal, vermutlich das heutige Südportal. 1783 erfolgten umfangreiche Reparaturen an Mauerwerk und Dach. Eine Orgel wird 1792 erstmals genannt. Zur Orgelempore führte ein hölzerner äußerer Treppenaufgang.
1832 erhielt Kleinheppach wieder einen eigenen Friedhof. Ab 1846 gab es wieder wöchentliche Gottesdienste in der Kirche.
1858 heißt es, der „Turm“ der Kirche sei seit undenklichen Zeiten gegen Westen geneigt. Die nach 1672 belegten Baumaßnahmen scheinen also nicht gegriffen zu haben oder doch nicht so umfangreich gewesen zu sein, wie die Formulierungen und Sammlungsbemühungen vermuten lassen. Durch eine Stiftung des Großheppacher Schlossherrn Armand von Abel konnte der „Turm“ 1861 endlich gründlich renoviert werden. Erst 1925 waren wieder Ausbesserungen nötig.
1955 wurde das baufällige Dach komplett erneuert. Statt eines Dachreiters errichtete man an der Westseite der Kirche einen massiven neuen Kirchturm. Der alte äußere Emporenaufgang wurde beseitigt und das Kircheninnere neu geordnet. 1960 erhielt die Kirche eine neue Orgel.

## Beschreibung

### Architektur
Die Kirche ist ein einschiffiges Langhaus mit nach Osten ausgerichtetem polygonalen Chor und einem dreigeschossigen Turm im Westen. Nach Norden ist eine Sakristei angebaut. Langhaus und Chor stammen im Kern aus dem Jahr 1480. Der Turm wurde 1955 ergänzt.

### Ausstattung
Der bedeutendste Kunstschatz der Kirche ist ein hölzernes Kruzifix aus der Schule von Tilman Riemenschneider.

### Glocken
Im Turm der Kirche befinden sich vier Glocken. Die kleinste und älteste stammt von 1845. Sie wurde von Schultheiß Michael Reinhard gestiftet und bei Kurtz in Stuttgart gegossen. Sie wiegt 97 kg und hat den Schlagton f". Die beiden größten Glocken wurden aus einer testamentarischen Stiftung von Marie Ilg 1958 angeschafft und ebenfalls bei Kurtz gegossen. Die große Betglocke hat ein Gewicht von 580 kg und den Schlagton gis', die Kreuzglocke wiegt 325 kg und hat den Schlagton h'.
| Nr. | Name          | Gussjahr | Gießer, Gussort           | Durchmesser (mm) | Gewicht (kg) | Schlagton | Inschrift                                                                                  |
| 1   | Betglocke     | 1958     | Heinrich Kurtz, Stuttgart | 970              | 560          | gis1      | Dein Wille geschehe auf Erden wie im Himmel. (gestiftet von Marie Ilg, 1884–1958)          |
| 2   | Kreuzglocke   | 1958     | Heinrich Kurtz, Stuttgart | 810              | 325          | h1        | Dein ist das Reich und die Kraft und die Herrlichkeit (gestiftet von Marie Ilg, 1884–1958) |
| 3   | Taufglocke    | 1950     | N.N., Bremen              |                  | 230          | cis2      | Unser Vater im Himmel                                                                      |
| 4   | Kleine Glocke | 1845     | Heinrich Kurtz, Stuttgart |                  | 97           | f2        | gestiftet von Schultheiß Michael Reinhard                                                  |